# Hieracium geminatiforme
Hieracium geminatiforme es una especie de planta con flor del género Hieracium, de la familia Asteraceae, orden Asterales.

## Distribución
Hieracium geminatiforme se distribuye por Rusia.

## Taxonomía
Fue descrita científicamente por R. N. Shlyakov.
Tratamiento taxonómico
La especie aparece registrada y publicada en Fl. Murmansk. Obl.